# Nevskij prospekt (metropolitana di San Pietroburgo)
Nevskij prospekt (in russo Невский проспект?) è una stazione situata sulla Linea Moskovsko-Petrogradskaja, la Linea 2 della metropolitana di San Pietroburgo. È stata inaugurata il 1º luglio 1963.
In questa stazione avviene anche l'interscambio con la Linea 3 e la stazione Gostinyj Dvor.